# Реаниматор (франшиза)
Реаниматор — франшиза, состоящая из трех фильмов ужасов режиссёров Стюарта Гордона и Брайана Юзны. Трилогия основана на рассказе Говарда Филлипса Лавкрафта «Герберт Уэст — реаниматор» (1925 год).

## Фильмы
| Фильм                          | Режиссёр      | Сценарист(ы)                                          | Продюсер(ы)                                    |
| Реаниматор (1985)              | Стюарт Гордон | Стюарт гордон, Уильям Норрис, Деннис Паоли            | Брайан Юзна                                    |
| Невеста реаниматора (1990)     | Брайан Юзна   | Рик Флай, Вуди Кейт, Брайан Юзна                      | Брайан Юзна                                    |
| Возвращение реаниматора (2003) | Брайан Юзна   | Мигель Техада-Флорес, Хосе Мануэль Гомез, Брайан Юзна | Брайан Юзна, Хулио Фернандес, Карлос Фернандес |

### Продолжения
Планировалось снять два сиквела: «Остров Реаниматора» (Island of Re-Animator), на который сильно повлиял роман Г. Г. Уэллса «Остров доктора Моро» и «Дом реаниматора», в котором доктор Уэст должен был оживить умершего президента Соединенных Штатов. Роль президента должен был исполнить Уильям Мэйси, первой леди — Барбара Крэмптон, вице-президента — Джордж Вендт, доктора Герберта Уэста снова должен был сыграть Джеффри Комбс, а также в фильм должен был вернуться Брюс Эбботт, сыгравший доктора Дэна Кейна в первых двух фильмах.
В 2016 году появилась информация, что режиссёр Серж Левин снимает новый фильм «Реаниматор: Эволюция». Сюжет фильма закрутится вокруг врача, преследуемого полицией, который воскресил свою жену. Позднее фильм получил новое название — «Герберт Уэст: Реаниматор». Дата выхода на экраны назначена на 15 февраля 2018 года.

### Сериал
В 2009 году планировалось выпустить сериал, в котором действия переносились в наши дни.

## Комиксы

### Истории Герберта Уэста
Эта серия представляет собой сборник шести историй Лавкрафта: «От тьмы» («From The Dark»), «Шесть выстрелов лунного света» («Six Shots By Moonlight»), «Ужас из теней» («The Horror From The Shadows»), «Чума-демоны» («The Plague-Daemon»), «Легионы гробниц» («The Tomb Legions») и «Крик мертвых» («The Scream Of The Dead»), выпущенных в 1991 году Adventure Comics, подразделением Malibu Comics.

### Адаптация фильма
В 1991-91 годах Arrow Films выпустил три комикса, являющихся адаптацией фильма.

### Рассвет Реаниматора
Чёрно-белая мини-серия «Dawn Of The Re-Animator», состоящая из 4 выпусков: «Dead and Buried», «Creatures of the Night», «The Dead in their Masquerade», «Zombie Jamboree». Издавалась с марта по июнь 1992 года Adventure Comics. Является приквелом к серии фильмов.

### Graphic Classic
В рамках данной франшизы в 2002 году Eureka Productions выпустила сборник «Г. Ф. Лавкрафт», в котором содержался комикс «Герберт Уэст — реаниматор».

### Армия тьмы против Реаниматора
Первый кроссовер «Army of Darkness vs. Re-Animator» со знаменитым сериалом ужасов «Зловещие мертвецы», где Эшу предстоит противостоять зомби, оживлённым Гербертом Уэстом. Мини-серия состоит из 5 выпусков, вышедших 1 сентября, 1 октября, 1 ноября 2005 года, 1 февраля 2006 года и в октябре 2013 года. Выпускалась Dynamite Entertainment.

### Приквел
В 2005 году в продажу поступил специальный выпуск «Re-Animator #0», являющийся предысторией к мини-серии «Army of Darkness vs. Re-Animator». Также издавалась Dynamite Entertainment.

### Хроники доктора Герберта Уэста
Серия комиксов «The Chronicles Of Dr. Herbert West» о похождениях Герберта Уэста, состоящая из 3 выпусков, выпущена в продажу Zenescope Entertainment 1 сентября, 1 ноября 2008 и 1 января 2009 года соответственно.

### Режь/Кромсай
Герберт Уэст (реаниматор) встречается в выпусках № 14 «Over the Rainbow», № 15 «Cassie & Vlad Meet the Re-Animator, Part 1 of 3», № 16 «Cassie & Vlad Meet the Re-Animator, Part 2 of 3», № 17 «Cassie & Vlad Meet the Re-Animator, Part 3 of 3», № 19 «Closer, Part 2», № 20 «Closer part 3», № 21 «Mind Killer part 1», № 22 «Mind Killer: Part 2», № 23 «Double Feature», и № 24 «Sons of Man: Part 1» комикса «Режь/Кромсай» («Hack/Slash: The Series»). Комикс выпускался Devil’s Due Publishing. При этом данная серия являлась приквелом к так и не вышедшей четвёртой части франшизы «Дом реаниматора». В финале комикса к доктору Уэсту приходят люди в чёрном, которые сообщают ему о смерти президента США и просят вернуть лидера к жизни.

### Пророчество
Герберт Уэст появляется в 6 выпусках комикса Dynamite Entertainment «Пророчество» («Prophecy»): № 2, 3, 4, 5, 6 и 7.

### Серия Dynamite Entertainment
В 2015-16 годах Dynamite Entertainment выпустила 5 выпусков комикса «Reanimator».

### Другие
В качестве второстепенного персонажа появлялся в таких комиксах, как «Howard Lovecraft and the Kingdom of Madness» «Batman: The Doom That Came to Gotham», «Miskatonic Project», «H.P. Lovecraft’s Miskatonic Project: Bride of Dagon».

## Настольная игра
В феврале 2018 года Dynamite выпустила настольную игру «REANIMATOR COLLECTIBLE BOARD GAME BOX».